# 米克爾·里科
米克爾·里科（西班牙語：Mikel Rico；1984年11月4日—）是一位西班牙足球運動員，場上司职中場，現效力於西乙球隊卡塔赫纳。